# Agaath Doorgeest
Agatha Maria (Agaath) Doorgeest (Amsterdam, 3 maart 1914 – aldaar, 8 december 1991) was een Nederlandse atlete, die zich had toegelegd op het hordelopen, maar ook als sprintster en verspringster naam maakte. Ze nam eenmaal deel aan Olympische Spelen, veroverde zes nationale titels en vestigde enkele malen een Nederlands record.

## Biografie
Doorgeest, die lid was van de Amsterdamse damesvereniging ADA, deed in 1932 voor het eerst van zich spreken. Zij behaalde toen bij het verspringen haar allereerste Nederlandse titel. Twee jaar later, in 1934, deed ze haar eerste internationale ervaring op bij de IVe Wereldspelen voor Vrouwen in Londen. Ze trad er op als lid van het nationale estafetteteam voor de 4 x 100 m, dat verder bestond uit Cor Aalten, Jo Dalmolen en Iet Martin. Het viertal veroverde er de zilveren medaille. Tollien Schuurman, die normaal gesproken deel uit zou hebben gemaakt van dit estafetteteam, had zich vanwege een spierblessure moeten terugtrekken. Dat jaar bleek Agaath Doorgeest in Nederland ook de sterkste op de 80 m horden; die Nederlandse titel zou ze in de twee navolgende jaren prolongeren.
In 1936 werd Agaath Doorgeest uitgezonden naar de Olympische Spelen in Berlijn, waar ze uitkwam op haar favoriete nummer, de 80 m horden. In de derde serie eliminaties werd ze vijfde, wat inhield dat zij was uitgeschakeld voor verdere deelname. Het jaar ervoor had zij in twee etappes het Nederlandse record op dit nummer eerst op 12,1 s en vervolgens op 11,8 gesteld, waarmee ze dat jaar op de wereldranglijst bij de beste drie was geëindigd. Aan het eind van het olympische jaar verbeterden Agaath Doorgeest en Kitty ter Braake bij een wedstrijd in Wuppertal dit record ten slotte beiden tot 11,7, een tijd die pas zes jaar later door Fanny Blankers-Koen eerst zou worden geëvenaard, waarna deze er een week later 11,3 van maakte, wat tevens een verbetering was van het wereldrecord.
In 1937 werd Agaath Doorgeest opnieuw verspringkampioene, gevolgd door een laatste hordelooptitel in 1939.

## Nederlandse kampioenschappen
| Onderdeel   | Jaar                   |
| ----------- | ---------------------- |
| 80 m horden | 1934, 1935, 1936, 1939 |
| verspringen | 1932, 1937             |

## Persoonlijke records
| Onderdeel   | Prestatie      | Datum            | Plaats    |
| ----------- | -------------- | ---------------- | --------- |
| 100 m       | 12,5 s         | 3 mei 1936       | Amsterdam |
| 80 m horden | 11,7 s (ex-NR) | 19 augustus 1936 | Wuppertal |

## Palmares

### 80 m horden
- 1934:  NK - 12,5 s
- 1935:  NK - 12,5 s
- 1936:  NK - 12,2 s
- 1936: 5e in serie OS - g.t.
- 1938: 5e EK - 12,0 s
- 1939:  NK - 12,0 s

### verspringen
- 1932:  NK - 5,12 m
- 1937:  NK - 5,23 m

### 4 x 100 m
- 1934:  Wereldspelen voor Vrouwen